# Konstanty Jankowski
Konstanty Jankowski herbu Nowina – szambelan Stanisława Augusta Poniatowskiego w 1780 roku, kapitan wojsk koronnych, deputat na Trybunał Główny Koronny, poseł województwa sandomierskiego na sejm grodzieński (1793), członek konfederacji targowickiej, przystąpił do konfederacji grodzieńskiej z zastrzeżeniem zachowania całości granic Rzeczypospolitej, protestował przeciwko gwałtom zaborców, przeciwko aresztowaniu posłów i zawarciu traktatów rozbiorowych, 22 lipca 1793 roku podpisał traktat cesji przez Rzeczpospolitą ziem zagarniętych przez Rosję a 25 września cesji ziem zagarniętych przez Prusy  w II rozbiorze Polski, złożył akces do insurekcji kościuszkowskiej.
Członek Komisji Policji Koronnej w 1793 roku. Sędzia sądu sejmowego sejmu grodzieńskiego 1793 roku ze stanu rycerskiego.